# 新達勒姆 (新罕布什爾州)
新達勒姆（英語：New Durham）是一個位於美國新罕布什爾州斯特拉佛縣的鎮。

## 人口
根據2020年美國人口普查的數據，新達勒姆的面積為113.50平方千米，當中陸地面積為106.70平方千米，而水域面積為6.80平方千米。當地共有人口2693人，而人口密度為每平方千米24人。